# Annectina
Annectina es un género de foraminífero bentónico de la subfamilia Ammovertellininae, de la familia Ammodiscidae, de la superfamilia Ammodiscoidea, del suborden Ammodiscina y del orden Astrorhizida. Su especie-tipo es Annectina paleocenica. Su rango cronoestratigráfico abarca desde el Paleoceno hasta la Actualidad.

## Discusión
Clasificaciones previas incluían Annectina en el suborden Textulariina del orden Textulariida.

## Clasificación
Annectina incluye a las siguientes especies:
- Annectina biedai
- Annectina grzybowskii
- Annectina paleocenica
- Annectina viriosa